# Yaozhan (köping i Kina, Guizhou)
Yaozhan (kinesiska: 么站, 么站镇) är en köping i Kina. Den ligger i provinsen Guizhou, i den sydvästra delen av landet, omkring 240 kilometer väster om provinshuvudstaden Guiyang. Antalet invånare är 29782. Befolkningen består av 14 206 kvinnor och 15 576 män. Barn under 15 år utgör 36 %, vuxna 15-64 år 57 %, och äldre över 65 år 6,0 %.